# Список умерших в 1887 году
В этой статье представлен список известных людей, умерших в 1887 году.
- См. также: Категория:Умершие в 1887 году

## Январь
- 9 января — Йозефина Аман-Вайнлих (38) — австрийская скрипачка и дирижёр, одна из первых в мире женщин-дирижёров.
- 14 января — Фридрих Амерлинг (83) — австрийский художник.
- 31 января — Семён Надсон (24) — русский поэт; туберкулёз.

## Февраль
- 1 февраля — Татьяна Давыдова (25) — племянница П. И. Чайковского.
- 8 февраля — Герман Хилбиг (64) — немецкий и лифляндский архитектор.
- 17 февраля — Джордж Стран (48), британский колониальный администратор.
- 22 февраля — Олимпий Панов — болгарский военный деятель.
- 27 февраля — Александр Бородин (53) — русский композитор и химик; разрыв сердца.

## Март
- 7 марта — Поль Феваль (70) — французский писатель.
- 7 марта — Антон Штукенберг (70) — российский инженер-путеец, писатель.
- 9 марта — Самуил Грейг (59) — российский военный и государственный деятель.
- 16 марта — Иосиф фон Вертгеймер (87) —  австрийский писатель- публицист, издатель, филантроп и общественный деятель.
- 19 марта — Юзеф Игнацы Крашевский (74) — польский писатель, публицист, историк.

## Апрель
- 5 апреля — Иван Крамской (49) — русский живописец и рисовальщик, мастер жанровой, исторической и портретной живописи; художественный критик.
- 17 апреля — Томас Браун (79) — британский колониальный администратор.

## Май
- 11 мая — Мариан Лангевич (59) — диктатор Польского восстания 1863—1864 годов.
- 20 мая — Александр Ульянов (21) — революционер-народоволец, старший брат Владимира Ильича Ульянова (Ленина); казнён по обвинению в подготовке покушения на российского императора Александра III.
- 20 мая — Василий Генералов (20) — русский революционер-народоволец; казнён по обвинению в подготовке покушения на российского императора Александра III

## Август
- 1 августа — Михаил Катков (69) — русский публицист, издатель, литературный критик, редактор «Русского вестника».

## Сентябрь
- 8 сентября — Николай Меллер-Закомельский (73) — русский военачальник, генерал от инфантерии, генерал-адъютант.

## Октябрь
- 17 октября — Густав Кирхгоф (63) — немецкий физик, один из великих физиков XIX века.
- 31 октября — Фридрих Меринг (65) — один из наиболее выдающихся и популярных киевских врачей, заслуженный профессор Киевского университета, владелец известной усадьбы Меринга в центре Киева.

## Ноябрь
- 5 ноября — Джон Джонс Кларк (англ. John Jones Clarke) (84) — американский политик, член Палаты представителей штата Массачусетс[англ.] (1836–1837) и Сената штата Массачусетс[англ.] (1853), первый мэр Роксбари (Бостон)[англ.] (1846).
- 6 ноября — Эжен Потье (71) — французский революционер, анархист, автор слов гимна «Интернационал»; член Первого интернационала и участник Парижской коммуны.
- 28 ноября — Густав Теодор Фехнер (86) — немецкий психолог, один из первых экспериментальных психологов, основоположник психофизиологии и психофизики.

## Декабрь
- 17 декабря — Михаил Бейдеман (48) — русский революционер; туберкулёз.